# إيليزا هاولاند
إيليزا هاولاند (بالإنجليزية: Eliza Howland)‏ هي كاتِبة أمريكية، ولدت في 1835، وتوفيت في 1917.